# Miye Oni
Olumiye "Miye" Oni (Northridge, Califòrnia, 4 de juny de 1997) és un jugador de bàsquet estatunidenc d'ascendència nigeriana. Amb 1,96 metres d'alçada, ocupa la posició d'escorta.

## Carrera esportiva
Va jugar tres temporades amb els Bulldogs de la Universitat Yale, en les quals va fer una mitjana de 15,0 punts, 6,2 rebots, 3,3 assistències i 1,0 taps per partit. A la seva primera temporada va ser inclòs en el segon millor quintet de la Ivy League, mentre que en les dues següents ho va ser al primer. En la seva última campanya va ser a més elegit Jugador de l'Any de la conferència.
Va ser elegit en la cinquanta-vuitena posició del Draft de l'NBA del 2019 per Golden State Warriors, sent traspassat posteriorment als Utah Jazz. Després de dos anys i mig a Salt Lake City, el 4 de gener de 2022 és traspassat a Oklahoma City Thunder, però acaba sent tallat tres dies després sense arribar a debutar. El 16 de novembre de 2022, deprés d'un contracte temporal amb els New Orleans Pelicans amb els que tampoc arriba a debutar, fitxa pels London Lions de la British Basketball League.
En el mes d'octubre de 2023 torna a provar a l'NBA fitxant pels Orlando Magic, però va ser acomiadat cinc dies després i als pocs dies s'incorpora a la seva filial, els Osceola Magic. El 6 de setembre de 2024 fitxa pels Memphis Grizzlies, amb els que tan sols disputa els partits de pretemporada. El 16 de desembre de 2024 torna a Europa signant pel Club Joventut Badalona fins a final de temporada. A començaments del mes de març va demanar rescindir el contracte al·legant motius personals.